# James Charles (Webvideoproduzent)
James Charles Dickinson (* 23. Mai 1999) ist ein US-amerikanischer Webvideoproduzent und Makeup-Artist.

## Leben
James Charles stammt aus Bethlehem, New York. 2017 schloss er die High School ab. Er lebt offen homosexuell und hatte sein Coming Out im Alter von 12 Jahren.
James Charles ist hauptsächlich für seinen 2015 eröffneten YouTube-Kanal mit 23,9 Millionen Abonnenten (Stand: 30. Dezember 2024) bekannt. Der Kanal hat über 3,94 Milliarden Aufrufe. Er veröffentlichte Videos mit Kesha, Kylie Jenner, Jeffree Star und Joey Graceffa. Auf Instagram hatte er im November 2020 ca. 23,4 Millionen Abonnenten. Dort postet er regelmäßig Bilder seines Makeups. 
James Charles war der erste männliche Markenbotschafter für die Marke CoverGirl.
Im Jahr 2017 gründete Charles die Bekleidungsmarke Sisters Apparel unter der Firma Killer Merch von Jeffree Star. Im Jahr 2020 erfolgte die Neuausrichtung der Marke unter seinem eigenen Namen. Diese blieb bis 2022 aktiv. Am 12. Oktober 2023 verkündete er offiziell, dass seine Marke einen Abschlussverkauf durchführt und Sisters Apparel danach nicht mehr erhältlich sein wird.
2018 brachte er in Zusammenarbeit mit der Marke Morphe eine Lidschattenpalette mit 39 verschiedenen Farben auf den Markt.
Sein Vermögen wurde 2019 auf 12 Millionen US-Dollar geschätzt.
Am 24. April 2020 veröffentlichte er die erste Folge seiner YouTube-Originalserie Instant Influencer.

## Kontroversen
- Witz über das Ebolavirus: Im Februar 2017 veröffentlichte der YouTuber im Zuge eines Südafrika-Besuchs auf Twitter einen Witz über das Ebolavirus in Afrika, der als diskriminierend aufgefasst wurde. In diesem Tweet schrieb er: „Ich kann es nicht glauben, dass wir heute nach Afrika reisen, omg, was, wenn wir Ebola bekommen? […] James, uns geht es gut, wir hätten ihn letztes Jahr bei Chipotle bekommen können“.[8] Er entschuldigte sich später.
- Kommentar über Trans-Männer: Im April 2019 behauptete Charles, nicht komplett schwul zu sein. In der Vergangenheit hätte es bereits Frauen gegeben, die er als sehr schön empfand. Außerdem hätten ihm auch schon Trans-Männer gefallen. Dieses Statement löste Kontroversen aus, da es als transphob aufgefasst wurde. Kurz nach dieser Aussage entschuldigte er sich und behauptete, dies keineswegs transphob gemeint zu haben.[9]
- Streit mit Tati Westbrook: Am 10. Mai 2019 lud Tati Westbrook ein YouTube-Video mit dem Titel „Bye Sister ...“ (deutsch: „Tschüss, Schwester ...“) hoch, in dem sie Charles beschuldigte, Menschen sexuell und emotional zu manipulieren. Auslöser für das Video war eine Werbung, die James Charles während des Coachella-Festivals postete, in der er Produkte einer mit Tati Westbrook konkurrierenden Marke bewarb. Dies veranlasste Westbrook dazu, Charles, den sie nach eigenen Aussagen stets unterstützte, als illoyal zu bezeichnen. Nach diesem Video verlor James Charles über eine Million Follower auf YouTube binnen 24 Stunden, während Tati Westbrook etwa vier Millionen Abonnenten dazugewinnen konnte. In einem achtminütigen Video mit dem Titel „Tati“ entschuldigte sich der YouTuber bei seinen Fans sowie Tati und deren Ehemann, bekam jedoch vorwiegend negatives Feedback. Später folgte ein zweites Video mit einer Länge von 41 Minuten und dem Titel „No more lies“ (deutsch: „Keine Lügen mehr“). In diesem versuchte er mit Beweisen die Anschuldigungen Westbrooks zu entkräften und gewann wieder mehr Zuspruch.[10]
- #JamesCharlesIsOverParty: Während bereits aufgrund des Streits mit Tati Westbrook zahlreiche Menschen aufhörten, James Charles zu unterstützen, folgte am 1. Januar 2020 erneut eine Kontroverse, die den Hashtag „#JamesCharlesIsOverParty“ zum Trend auf Instagram und Twitter machte. Grund dafür war ein Video auf seinem Instagram-Kanal, in dem James Charles den Song My Type von Saweetie sang, in dem das als diskriminierend geltende Wort „nigga“ vorkommt. Obwohl Charles meint, diesen Teil ausgelassen zu haben, folgte eine Welle der Abwendung gegen den Künstler.[11]
- Kritik an der Verwendung von Filtern: Obwohl James Charles bereits mehrfach zugab, Filter und Photoshop-Apps zu verwenden, wird er dafür kritisiert, diese zu exzessiv zu verwenden und somit sein Talent besser darzustellen, als es ist. Seine Looks seien laut Kritikern zu symmetrisch und retuschiert, wodurch der Eindruck entstünde, dass er bessere Fähigkeiten besitzt als eigentlich der Fall ist.[12]